# Diakon

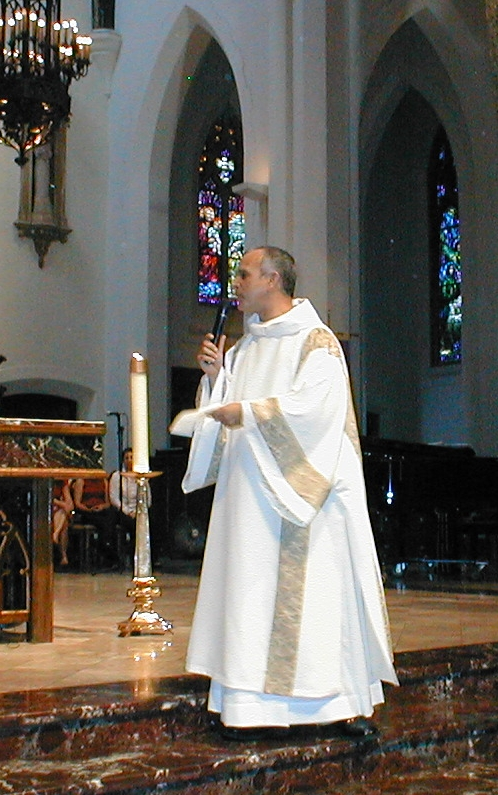
Römisch-katholischer Diakon, bekleidet mit Albe und Dalmatik

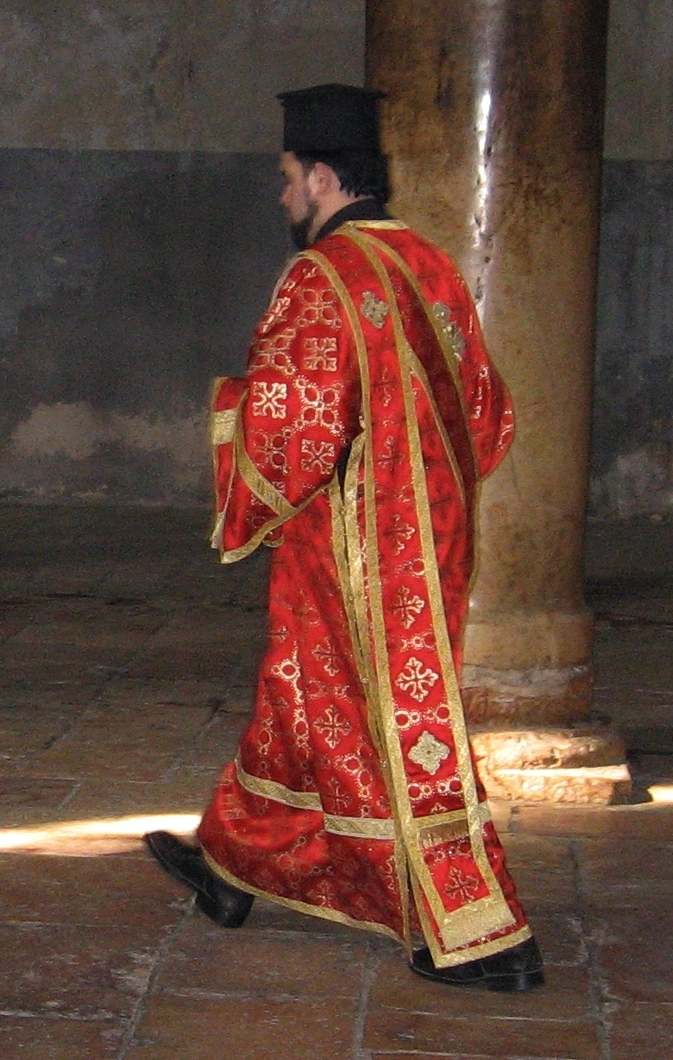
Griechisch-orthodoxer Diakon in der Geburtskirche in Bethlehem, der ein Orarion über dem roten Sticharion trägt

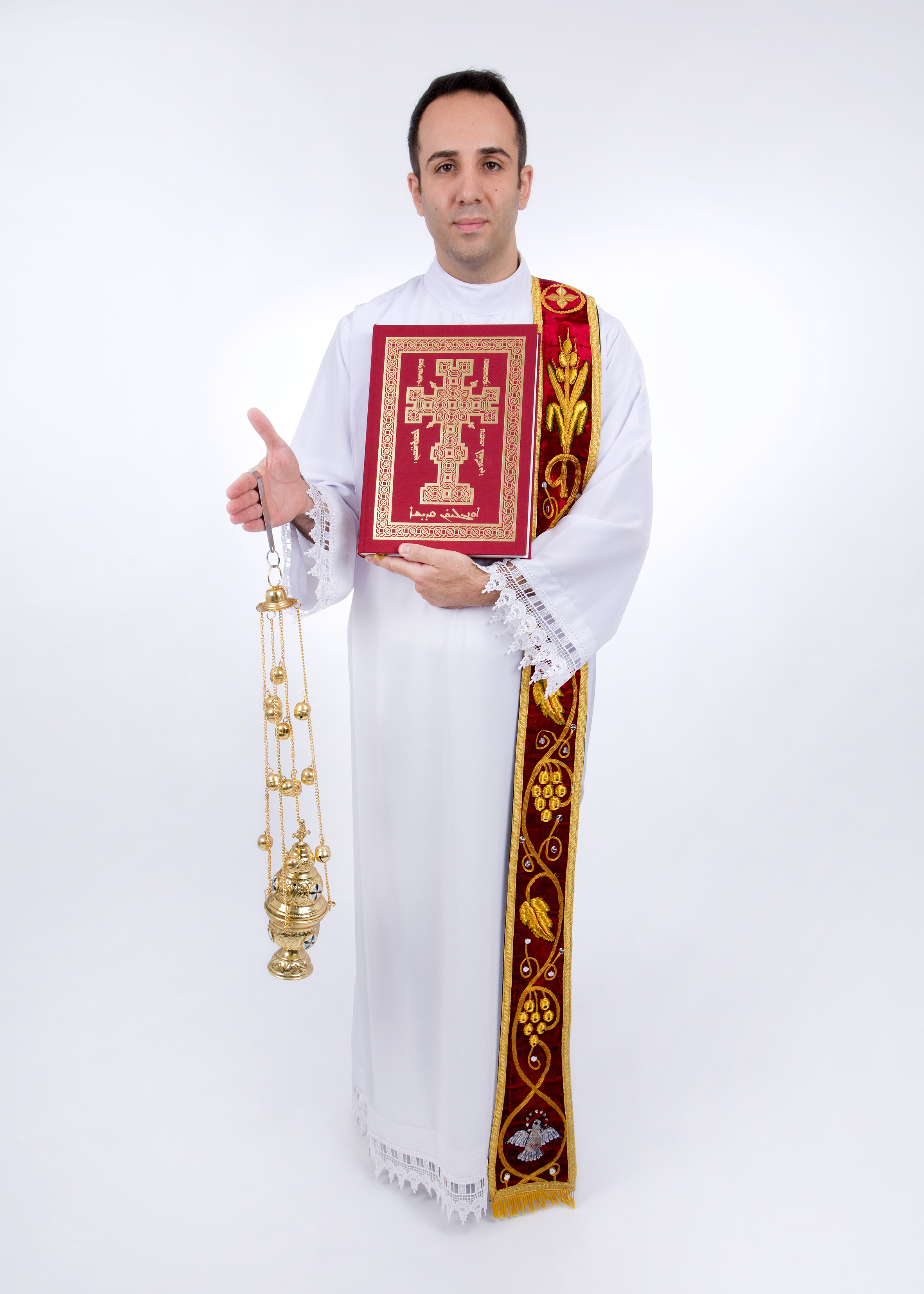
Syrisch-orthodoxer Diakon mit dem Orarion über der Albe, einem Weihrauchfass und dem Evangeliar

Der Diakon (altgriechisch διάκονος diákonos „Diener, Helfer, Bote“) bekleidet ein geistliches Amt innerhalb der Kirche, den Diakonat. Seine Aufgaben beschränken sich nicht auf die Diakonie, sondern umfassen wie die der anderen geistlichen Ämter auch Verkündigung (μαρτυρία martyría „Zeugnis“) und Gottesdienst (Liturgie, λειτουργία leiturgía „Gemeindedienst“). Diakone waren ursprünglich Gehilfen der Apostel zur Verwaltung des gemeinsamen Vermögens und zur Leitung der gemeinsamen Mahlzeiten – und wohl damit verbunden auch der Eucharistie.
In den römisch-katholischen, orthodoxen, anglikanischen und altkatholischen Kirchen bildet die Weihe zum Diakon, der Diakonat, die erste Stufe des Weihesakraments (die zweite Stufe ist das Priester-, die dritte das Bischofsamt). Die Eingliederung in die Gemeinschaft der Geistlichen, den Klerus, geschieht durch die sakramentale Weihe, die durch das vom Bischof gesprochene Bittgebet um die Ausgießung des Heiligen Geistes und die im Amt benötigten Gnadengaben sowie die Handauflegung des Bischofs auf das Haupt des zu Weihenden vollzogen wird.
In der evangelischen – vor allem der reformierten – Tradition wird der Diakon entsprechend Calvins Genfer Kirchenordnung als eines der vier kirchlichen Ämter angesehen. Obliegt den Pastoren die Verkündigung, den Presbytern die Gemeindeleitung und Gemeindezucht sowie den Lehrern die Erziehung, so haben Diakone die Aufgabe, sich um die Armen, Bedürftigen und Kranken zu sorgen und sich um die Verwaltung zu kümmern. So gehörte etwa das Krankenabendmahl im Anschluss an die viermal jährlich stattfindenden Abendmahlsfeiern zu ihren Aufgaben.
Das Diakonat bezeichnet auch das Wohn- oder Amtsgebäude eines Diakons.

## Geschichte des Diakonats
Die ersten sieben Diakone werden im Neuen Testament in der Apostelgeschichte des Lukas (Apg 6,1–7 ) erwähnt. Ursprünglich hatten die von Jesus Christus erwählten Apostel den Auftrag zur Verbreitung der Lehre und daneben die Versorgung der Armen persönlich wahrgenommen, mussten aber feststellen, dass sie mit beidem zugleich überfordert waren. Zu ihrer Entlastung und Unterstützung ließen sie daher von der Jerusalemer Urgemeinde sieben Männer „von gutem Ruf und erfüllt von Geist und Weisheit“ wählen, die sie dann durch Gebet und Handauflegung für ihren Dienst weihten; es waren:
- Stephanus
- Philippus
- Prochorus
- Nikanor
- Timon
- Parmenas
- Nikolaus, ein Proselyt aus Antiochia am Orontes

Auslöser dafür waren Klagen der Hellenisten innerhalb der Gemeinde. Wegen ihrer aus dem Griechischen abgeleiteten Namen kann man wohl davon ausgehen, dass die genannten auch als Sprecher bzw. Leiter des hellenistischen Teils der Jerusalemer Urgemeinde fungierten. Im 1. Timotheusbrief heißt es über die Diakone:

„Ebenso sollen die Diakone sein: achtbar, nicht doppelzüngig, nicht dem Wein ergeben und nicht gewinnsüchtig; sie sollen mit reinem Gewissen am Geheimnis des Glaubens festhalten. Auch sie soll man vorher prüfen, und nur wenn sie unbescholten sind, sollen sie ihren Dienst ausüben. Ebenso sollen die Frauen ehrbar sein, nicht verleumderisch, sondern nüchtern und in allem zuverlässig. Die Diakone sollen nur einmal verheiratet sein und ihren Kindern und ihrer Familie gut vorstehen. Denn wer seinen Dienst gut versieht, erlangt einen hohen Rang und große Zuversicht im Glauben an Christus Jesus.“

Schon in der frühen Kirche scheint der Diakonat sowohl von Männern als auch von Frauen ausgeübt worden zu sein (Römer 16,1 ). So gab es bis zum Ende des oströmischen Reiches auch Diakoninnen, die abgesehen vom nicht vollzogenen Altardienst und der Assistenz bei der Taufe weiblicher Katechumenen ähnliche Aufgaben hatten wie die Diakone. Clemens von Rom († um 101) berichtet, dass die Apostel „ihre Erstlinge nach vorhergegangener Prüfung im Geiste zu Episkopen und Diakonen für die künftigen Gläubigen“ eingesetzt hätten. Bei Ignatius von Antiochien schrieben Diakone Briefe für den Bischof, predigten oder wurden von ihm als Legaten zu anderen Kirchen gesandt.
Im Laufe des 2. Jahrhunderts entwickelte sich dann das in drei Stufen hierarchisch geordnete geistliche Amt: Diakon, Presbyter und Bischof. Als die Presbyter mehr und mehr die Feier der Eucharistie und die Leitung der Gemeinden übernahmen, wurden die Diakone nach und nach zu Gehilfen der Priester und unterstanden damit nicht mehr unmittelbar dem Bischof, der dann zu seiner Unterstützung einen Erzdiakon (vergleichbar mit dem späteren Generalvikar) berief. Im Laufe der Zeit verkümmerte der Diakonat in der katholischen Kirche sogar zu einer bloßen Durchgangsstufe auf dem Weg zum Priestertum (9. Jahrhundert).
In der Reformationszeit sah Johannes Calvin das Diakonenamt als eines der vier Ämter in der christlichen Gemeinde an. Es stand gleichberechtigt neben Pfarramt (Verkündigung, Sakramente), Presbyteramt (Gemeindeleitung, Gemeindezucht) und Lehramt (Unterweisung der Gemeinde). Er wies ihm die Aufgaben der Krankenfürsorge und der Verwaltung zu und gilt als Erneuerer des Diakonen-Amtes gemäß der ursprünglichen Bedeutung im neutestamentlichen Sinn. In der Folge gab es in vielen reformierten Gemeinden Älteste oder Presbyter, die für die Armenpflege zuständig waren.
In der evangelisch-lutherischen Kirche trug bis ins 19. Jahrhundert nur der Haupttheologe, d. h. der geschäftsführende Geistliche, der Gemeinde den Titel „Pastor“ oder „Pfarrer“. Weitere in der Gemeinde tätige, studierte und ordinierte Theologen trugen den Titel Diaconus bzw. Diakon (auch: Helfer), der erste unter mindestens zwei Diaconi den Titel Archidiaconus bzw. Archidiakon oder Erzdiakon oder auch Protodiaconus bzw. Protodiakon. Der Inhaber eines solchen Amts war Hilfsgeistlicher, nicht Diakon im Sinne des diakonischen Dienstes.
Der lutherische Theologe Johann Hinrich Wichern gilt als Erneuerer des Diakonenamtes auch im Bereich der evangelisch-lutherischen Kirche; er bezog sich dabei anerkennend auf die Erneuerung des Diakonenamts im Bereich der reformierten Kirche.

## Diakone in der Neuzeit
Heute gibt es den Diakonat im überwiegenden Teil der Kirchen. Dazu gehören die römisch-katholische Kirche, orthodoxe, evangelische, anglikanische und
altkatholische Kirchen, aber auch neue Bewegungen wie die Neuapostolische Kirche und die Kirche Jesu Christi der Heiligen der Letzten Tage („Mormonen“). Daneben gibt es in einigen anderen Kirchen die Funktion des Diakons bisweilen unter anderen Bezeichnungen, so etwa in den Schweizer reformierten Kirchen als Gemeindehelfer oder bei den Zeugen Jehovas als Dienstamtgehilfe. Neben der Diakonie können Diakone in allen Kirchen auch Lehr- und Verkündigungsfunktionen haben.

### Römisch-katholische Kirche

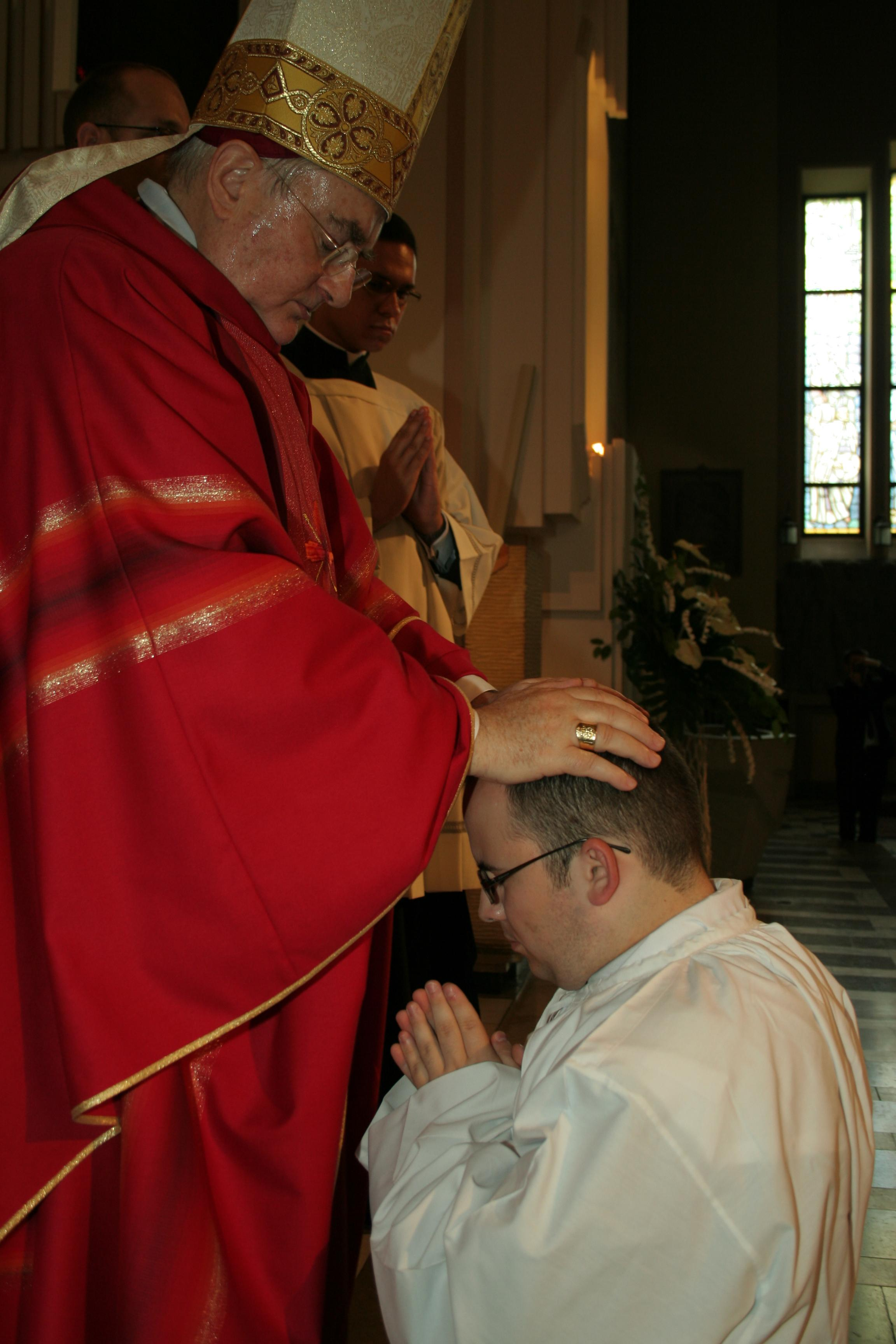
Weihe eines Diakons in der römisch-katholischen Kirche

Diakone gehören dem Klerikerstand an. Lange Zeit wurde dieses Amt nur als Durchgangsstadium auf dem Weg zum Presbyterat gesehen.
Der Wohlfahrtspfleger Hannes Kramer, der Gründer des „Freiburger Diakonatskreises“, veröffentlichte 1952 den Beitrag Grundsätze des geweihten Diakonates, in dem er für eine Wiederentdeckung des frühkirchlichen Diakonates warb. Ähnliche Initiativen in anderen Ländern folgten. Papst Pius XII. erwähnte 1957 erstmals Überlegungen zur „Einführung eines Diakonatsstandes … als ein vom Priestertum unabhängiges Amt“, also nicht bloß als eine Durchgangsstufe zum Priestertum. Das Zweite Vatikanische Konzil nahm sie auf und gab den Weg für eine Erneuerung des Diakonates frei, indem es den Ständigen Diakonat einrichtete und damit einen im Urchristentum gelebten Zustand wiederherstellte. Seit 1968 können in der katholischen Kirche auch verheiratete Männer zu Diakonen geweiht werden, die entweder als hauptberufliche Seelsorger tätig sind oder in einem Zivilberuf arbeiten. Neben dem verheirateten Diakon gibt es auch den unverheirateten. Dieser muss vor der Weihe das Zölibatsgelübde ablegen. Auch verwitwete Diakone unterliegen einem Zölibatsgelübde und können nicht wieder heiraten. Weiterhin ist für unverheiratete Diakone der Diakonat auch heute ein Zwischenschritt zur Priesterweihe.

#### Aufgaben
Die Diakone assistieren dem Priester in der Missa cum diacono („Messe mit Diakon“), verkünden hier das Evangelium und können predigen. Sie können die Taufe spenden, kirchliche Trauungen und Begräbnisfeiern leiten, Wortgottesdienste feiern, die Kommunion und Segnungen spenden.
Durch zunehmenden Priestermangel und Zusammenlegung von Pfarreien übernehmen vermehrt Diakone Aufgaben. Seit langem wird diskutiert, ob es nicht sinnvoll wäre, ihnen auch die Vollmacht zur Spendung der Krankensalbung zu erteilen, da sie einen Kranken vor seinem Tod oft viele Jahre seelsorglich begleiten. Dies wird jedoch von der Kirche abgelehnt, unter anderem wegen der anzustrebenden Verbindung mit der Spendung des Bußsakraments und der eigenen sündenvergebenden Wirkung der Krankensalbung. Dazu schreibt Michael Kunzler:

„Das, was den Diakon im christlichen Osten von seinem heutigen abendländischen Amtsbruder unterscheidet, ist die Tatsache, dass er – schon gar nicht in einem zur Institution gewordenen ‚Ausnahmefall‘ – keine liturgische Feier eigenständig leitet, sondern in aller Regel dem Priester assistiert. Dies stellt eine Neuerung dar, die dem wiedergewonnenen Weiheamt trotz aller Berufung auf die Tradition eine neue Identität verleiht und den Diakon von heute nicht ohne weiteres mit seinem Amtsbruder vor vielen Jahrhunderten oder seinem Kollegen aus dem christlichen Osten gleich sein lässt.“

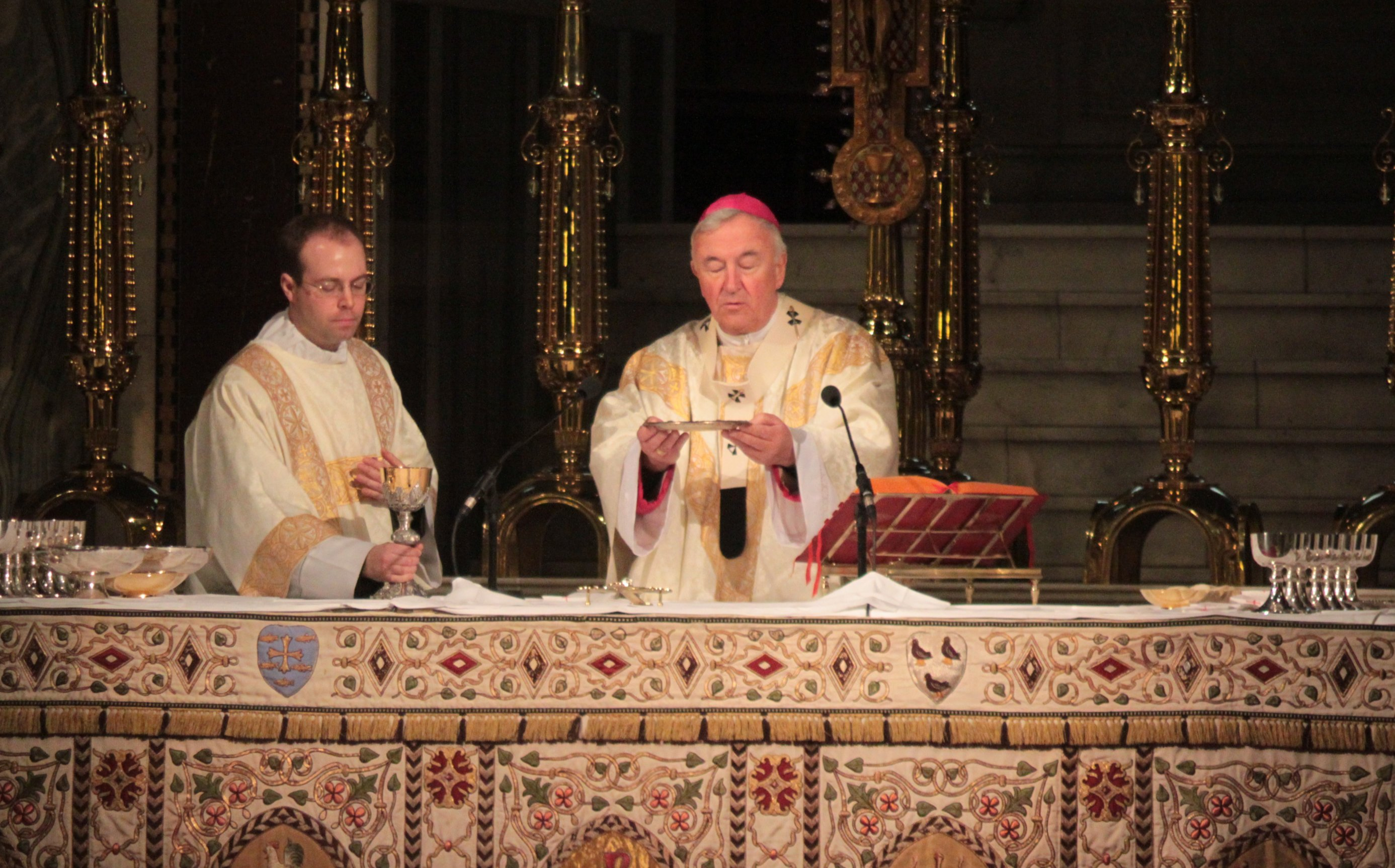
Bischofsmesse mit Assistenz des Diakons

Wenn der Diakon die Liturgie leitet, trägt er Diakonenstola und Pluviale oder auch nur die Diakonenstola allein über dem Chorgewand oder der Albe. Bei der Assistenz in der Heiligen Messe („Messe mit Diakon“) trägt er die Dalmatik, die über Albe und Stola getragen wird.
Schwerpunkt diakonischer Arbeit ist aber der Dienst an den Armen und Benachteiligten der Gesellschaft. Hier liegen den Diakonen besonders die körperlich, seelisch, geistig und sozial Bedürftigen am Herzen. Deshalb gelten sie als das „soziale Gewissen“ der Kirche. In Notsituationen (wenn für eine Gemeinde auf Dauer kein Pfarrer gefunden werden kann) können die Bischöfe auch einen Diakon als Bezugsperson für eine Gemeinde einsetzen und ihm insbesondere die geistliche Leitung dieser Gemeinde übertragen.

#### Rahmenbedingungen
Bewerber für das Amt des Diakons können verheiratet sein (sogenannte viri probati, Mindestalter 35 Jahre) oder sich zum Zölibat verpflichten (Mindestalter 25 Jahre; ist eine anschließende Priesterweihe beabsichtigt, 23 Jahre). Verheiratete Männer, die zum Diakon geweiht werden, legen kein Zölibatsversprechen ab. Wenn ihre Frau stirbt oder die Ehe kirchenrechtlich annulliert wird, können sie grundsätzlich nicht wieder heiraten, denn ihre Weihe gehört zu den trennenden Ehehindernissen. Durch den Bischof kann davon dispensiert werden, unter anderem dann, wenn kleine Kinder zu versorgen sind. Bei verheirateten Bewerbern ist die Zustimmung der Frau zur Weihe eine Voraussetzung. Der Ständige Diakonat kann sowohl neben einem Zivilberuf als auch im Hauptberuf ausgeübt werden.
Die Weihe eines Diakons setzt – neben der Berufung – den Abschluss eines theologischen Studiums (Hochschule, Fernkurs oder bistumseigenes Institut) und in der Regel eine vierjährige Ausbildungszeit in einem Bewerber- bzw. Diakonatskreis voraus. In den deutschen Bistümern gab es am 1. Januar 2013 insgesamt 3.166 Diakone.

#### Der Diakonat für Frauen
Die Einführung des Diakonats für Frauen ist ein umstritten diskutiertes Thema innerhalb der katholischen Weltkirche. Manche nennen den Priestermangel sowie die grundsätzliche Gleichstellung der Frau in anderen Lebensbereichen als Argumente für den Diakonat der Frau. Gegen die Weihe von Frauen zu Diakonen wird unter anderem die fehlende entsprechende kirchliche Tradition angeführt. Auch die als Argument zuweilen angeführten Passagen des Neuen Testamentes sind in der Überlieferung nicht eindeutig. Papst Franziskus kündigte am 12. Mai 2016 bei einer Audienz für Ordensfrauen die Einrichtung einer Kommission an, durch die der Diakonat der Frau in der Urkirche wissenschaftlich noch einmal genau untersucht werden solle. Am 1. August 2016 gab der Vatikan die Einrichtung dieser Kommission bekannt. Sie endete ohne klare Ergebnisse. Seither «scheint sich der Vatikan im Kreis zu drehen », wie u. a. der Ausschluss dieses Themas auf der Weltsynode im Oktober 2024 zeigt.

### Anglikanische Kirchen

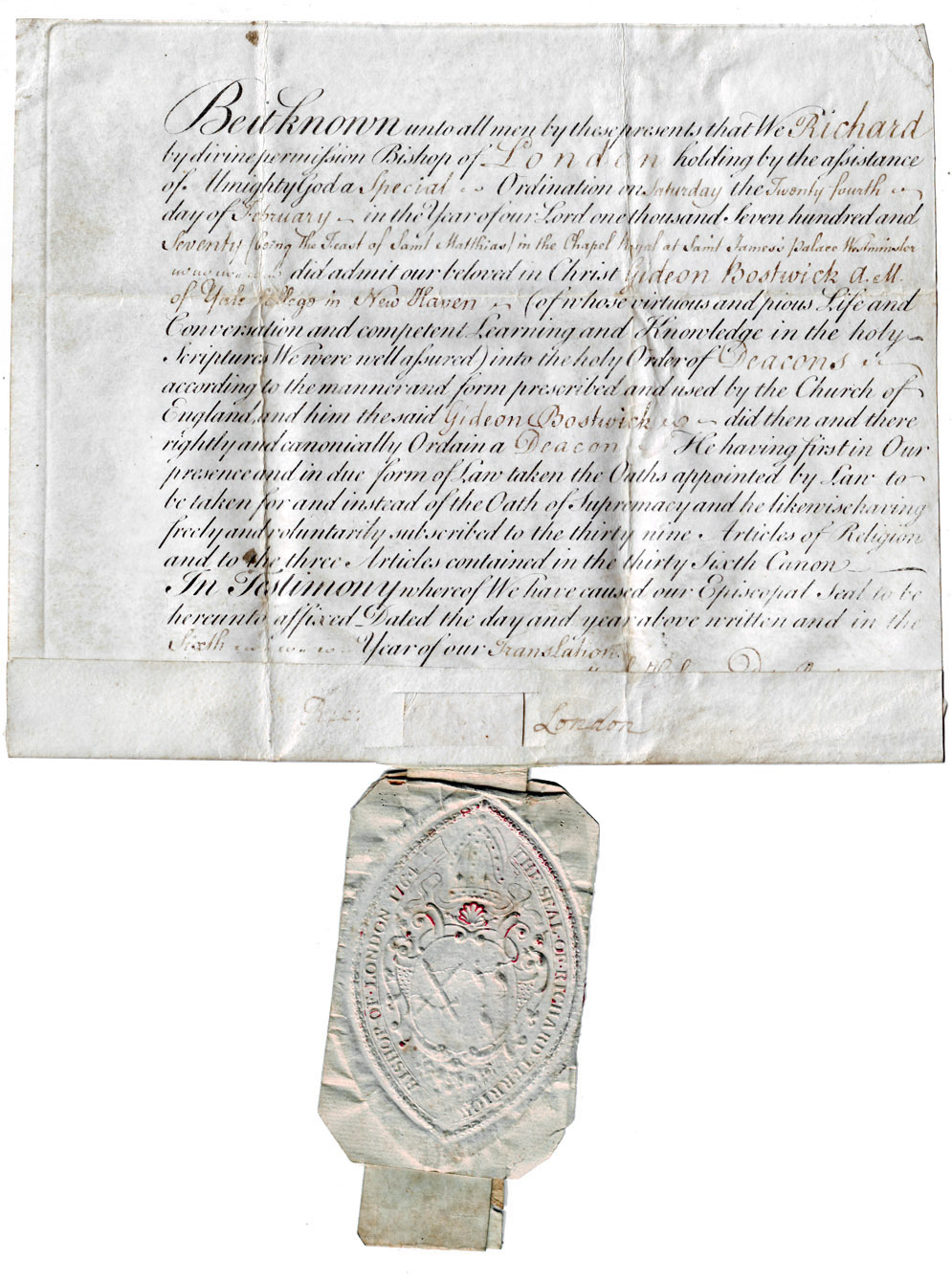
Ordinationszertifikat zum Diakon der Church of England, das von Richard Terrick, Bischof von London, an Gideon Bostwick am 24. Februar 1770 überreicht wurde

In den anglikanischen Kirchen arbeiten viele Diakone direkt im Dienst an den Randgruppen inner- und außerhalb der Kirche: den Armen, Kranken, Hungrigen und Gefangenen. Anders als orthodoxe und römisch-katholische Diakone, die nur vor ihrer Ordination heiraten dürfen, ist es anglikanischen Diakonen (wie anderen anglikanischen Geistlichen auch) gestattet, auch nach der Ordination zu heiraten. Die meisten Diakone bereiten sich auf das Priestertum vor und werden meist sechs Monate oder ein Jahr nach ihrer Diakonenweihe zum Priester geweiht. Andere Diakone üben ihr Amt jedoch auf Dauer aus. Viele Gliedkirchen der anglikanischen Gemeinschaften ordinieren sowohl Männer als auch Frauen zum Diakon. In vielen Gliedkirchen, die Frauen zum Priestertum ordinieren, war es früher eine Zeit lang nur möglich, Frauen zum Diakonat zu weihen. Dies führte zu einem zeitweise bestehenden Ungleichgewicht der Geschlechter im Diakonat, da die meisten Männer nach kurzer Zeit als Diakon Priester wurden, die Frauen jedoch Diakoninnen blieben.
Anglikanische Diakone dürfen die Taufe spenden und in einigen Bistümern haben sie die Erlaubnis, Eheschließungen bzw. kirchliche Trauungen durchzuführen, meist unter der Aufsicht des Gemeindepriesters und des Bischofs. Diakone können Wortgottesdiensten mit Kommunionfeiern vorstehen. In den meisten Fällen versieht der Diakon seinen Dienst in einer Gemeinde, in der noch andere Geistliche tätig sind.
Der Diakon trägt die gleichen Chorgewänder wie ein anglikanischer Priester: Soutane bzw. Talar und Chorhemd (ggf. mit Pelerine („preaching scarf“) bzw. akademischer Kapuze) oder Albe und Stola. In besonders hochkirchlichen Kreisen könnte auch ein Birett getragen werden. In der Liturgie trägt der Diakon jedoch die Stola über der linken Schulter, außerdem kann er eine Dalmatik tragen.

### Altkatholische Kirche
Die Aufgaben eines altkatholischen Diakons sind in den meisten Mitgliedskirchen der Utrechter Union die gleichen wie die eines römisch-katholischen Diakons; ebenso zählt er zur Gemeinschaft der Ordinierten (Klerus). In der Alt-Katholischen Kirche in Deutschland dürfen Diakone im Einvernehmen mit dem zuständigen Bischof auch Begräbnisfeiern leiten, die Krankensalbung spenden und Trauungen vornehmen.

#### Ausweitung der Kompetenzen
Die Ausweitung der diakonalen Kompetenzen ist innerhalb der altkatholischen Theologie umstritten. Hauptkritikpunkte sind, dass durch Ausnahmeregelungen die Stellung des Priesters als ordentlichem Spender der Sakramente in Frage gestellt wird, so dass Diakonat und Presbyterat sich immer mehr angleichen. Dabei wird geltend gemacht, dass es nur wenige originäre Aufgabe des Diakons in der Liturgie gibt: das Einsammeln der Gaben des Volkes und die dabei vollzogene Aussonderung von Brot und Wein für das eucharistische Opfer, die Spendung des Kelches bei der Kommunion sowie die Aufforderungen zum Gebet (z. B. bei den Fürbitten), die der Verbindung zwischen Gemeinde und Zelebrant dienen. Der Vortrag des Evangeliums zählt bereits zu den delegierten, nicht aber zu den originären Rechten, während die Hauptaufgabe des Diakons außerhalb des Kirchenraumes stattfindet: die Spendung der Krankenkommunion und die Ausübung der Armen- und Sozialfürsorge.

#### Die Öffnung des Diakonats für Frauen
1982 stellte die Internationale Bischofskonferenz der Utrechter Union fest, dass dem Diakonat der Frau nichts im Wege stehe. 1987 wurde daraufhin in der Schweiz die erste Frau zur Diakonin geweiht. Am 26. November 1988 folgte mit der Weihe von Angela Berlis zur Diakonin auch das Alt-Katholische Bistum in Deutschland. Am 18. April 2009 wurde Brigitte Glaab als vierte Diakonin für die Gemeinde Aschaffenburg geweiht.

### Evangelische Kirchen

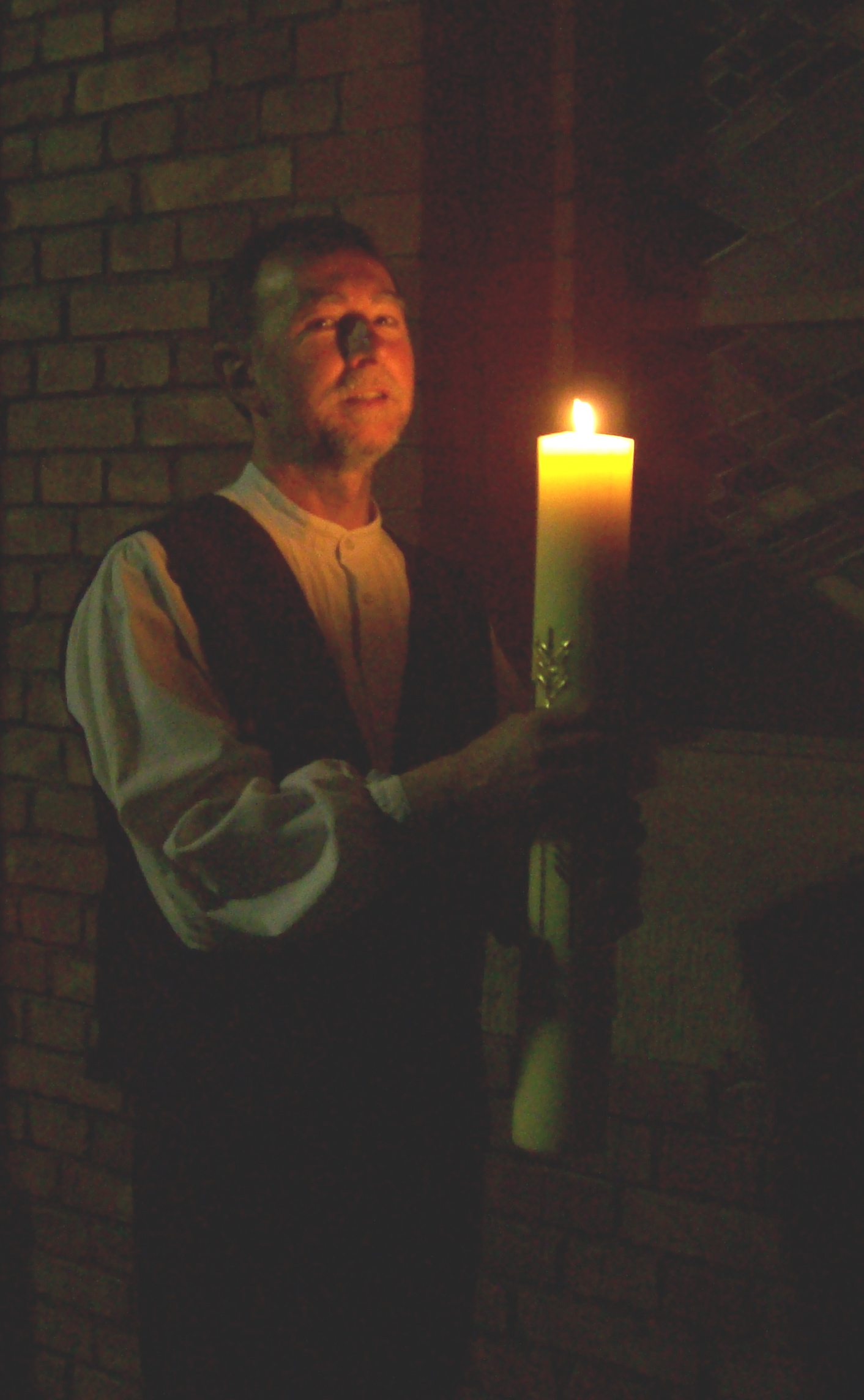
Evangelischer Diakon in liturgischem Dienst zur Osternacht

In den evangelischen Kirchen wird der Begriff Diakon uneinheitlich gebraucht. In der Frühen Neuzeit und bis ins 20. Jahrhundert wurden in den lutherischen Kirchen diejenigen Geistlichen als Diakon oder Diaconus bezeichnet, die in einer größeren Kirchengemeinde mit mehreren Geistlichen Dienst taten und dabei das Amt des zweiten Geistlichen innehatten. Gelegentlich wurde die weitere Abstufung durch Begriffe wie Archidiakon/Archidiaconus und Subdiakon/Subdiaconus gekennzeichnet. Sie waren ordiniert und übten alle kirchlichen Handlungen wie die Pfarrer aus; nur in der Verwaltung hatten sie keine Befugnisse. In den reformierten Kirchen wurde das entsprechende Amt oft als „Helfer“ bezeichnet; Diakone waren stattdessen entsprechend der Vierämterlehre Personen, die (meist ehrenamtlich) die Verantwortung für die Armenfürsorge übernahmen.
Die reformierte Tradition beeinflusste die Wiederentdeckung eines eigenständigen Diakonats in den evangelischen Kirchen durch Johann Hinrich Wichern (siehe unten). Er ist an der Schnittstelle zwischen Verkündigung und Sozialarbeit angesiedelt. So regelt etwa das Diakonengesetz der Union Evangelischer Kirchen: „Im Diakonat nimmt die Gemeinde ihren Dienst der Liebe verantwortlich wahr. Mitarbeiter im Diakonat der Kirche sind Frauen und Männer mit unterschiedlicher Ausbildung, die gemeinsam mit anderen Mitarbeitern den diakonischen Auftrag in Sozial- und Bildungsarbeit, in pflegerischen und erzieherischen Tätigkeiten sowie in Verkündigung, Seelsorge und Beratung ausführen. Oft werden von kirchlichen Ausbildungsstätten verkürzte Doppelausbildungen zum Erzieher / Bachelor Professional und Gemeinde-Diakon / Religionslehrer / Jugendreferent angeboten. In ihrem Dienst soll die wechselseitige Abhängigkeit von Gottesdienst und Dienst in der Welt erkennbar werden.“
Der Berufung in das Amt eines Diakons oder einer Diakonin (nicht zu verwechseln mit Diakonisse) geht in der Regel eine drei- bis fünfjährige Studien- oder Ausbildungszeit voraus. Darin sind meist eine mindestens dreijährige Ausbildung bzw. ein Studium in einem staatlich anerkannten Sozial- oder Pflegeberuf sowie eine mindestens zweijährige theologische Ausbildung eingeschlossen. Diese Doppelqualifikation – sowohl im sozialen als auch im theologischen Bereich – ist typisch für Ausbildungen zum Diakon. Dabei sind die Ausbildungsinhalte, welche in der Vokation kirchlich angestellter Religionslehrer in Teilzeit münden weitgehend identisch. Deshalb sind bestimmte Fachschulen auf einem bestimmten Qualitäts- und Stundenniveau generell automatisch anerkannt. Weitere Abschlüsse sind in Deutschland je nach Ausbildungsstelle unterschiedlich und reichen von einfachen Kursen wie Musikpädagogik, dem offiziellen Übungsleiterschein Breitensport C FIT UP über Fachschulbildungen bis hin zu Studiengängen mit Bachelor- oder Masterabschlüssen. Neu ist der Titel Bachelor Professional.
Die theologische Ausbildung ist von den Evangelischen Kirchen anerkannt. Mit staatlich anerkannten Ausbildungen können Diakone tätig werden, wenn die Finanzierung von kirchlicher und staatlicher Seite aus gemeinsam erfolgt.
Diese können entweder, wie z. B. in Hannover, aus einem kombinierten, grundständigen B.A.-Studium der Religionspädagogik sowie der Sozialen Arbeit, aber auch, wie etwa in der grundständigen Ausbildung der Evangelischen Landeskirche in Württemberg an der Evangelischen Hochschule Ludwigsburg, aus zwei vollwertigen Bachelorabschlüssen in Diakoniewissenschaft und (Internationaler) Sozialer Arbeit oder Religions-/Gemeindepädagogik und Sozialer Arbeit bestehen. Alternativ ist auch eine Ausbildung an bestimmten Fachschulen möglich. Damit erhält das Amt des Diakons eine spezifische, an neue soziale Herausforderungen und Arbeitsbereiche angepasste Berufsidentität. Neben den verschiedenen grundständigen Ausbildungsgängen gibt es seit vielen Jahren in den einzelnen Landeskirchen verschiedene berufsbegleitende und berufsaufbauende diakoniewissenschaftliche Ausbildungsgänge mit dem Ziel Diakon.
Vergleichbar den Diakonissenschwesternschaften gibt es für Diakone „Diakonische Gemeinschaften“. Sie dienen „der Ermutigung, Befähigung und Unterstützung ihrer Mitglieder“. 22 diakonische Gemeinschaften und Ausbildungsstätten haben sich im Verband Evangelischer Diakonen-, Diakoninnen- und Diakonatsgemeinschaften in Deutschland e. V. zusammengeschlossen. Der VEDD vertritt die Interessen der Gemeinschaften und Ausbildungsstätten gegenüber der Evangelischen Kirche in Deutschland (EKD) und dem Diakonischen Werk (DW-EKD) Zentrale Aufgabe des VEDD ist die Förderung des Profils des kirchlichen Amts und des Berufsbilds des Diakons / der Diakonin durch Aus-, Fort- und Weiterbildungen, damit die theologische und sozial-fachliche Kompetenz wirkungsvoll als kirchlicher Dienst in der Welt gestaltet werden kann. Im Glossar „Diakoninnen, Diakone und Diakonat“ werden die Aufgaben und das Amt von Diakoninnen und Diakonen landeskirchenübergreifend dargestellt.
Kirchliche oder kirchennahe Einrichtungen mit sozialem Aufgabenschwerpunkt, zum Beispiel Pflegeheime, Kindergärten, Jugendwerke oder Beratungsstellen, erwarten für deren Leiter zuweilen die Ausbildung zum Diakon.
Gelegentlich werden Diakone zu Pfarrern weitergebildet. In zahlreichen Kirchen im Ausland ist eine berufsbegleitende universitäre Weiterbildung der Diakone zum Pfarrer obligatorisch. Über den Lutherischen Weltbund sind die von der lutherischen Kirche in Namibia ausgestellten Urkunden in Deutschland erst nach einer gewissen Mindeststundenzahl im Ausland ohne weitere Nachprüfungen anzuerkennen. Heimataufenthalte in Deutschland sind abzuziehen.
Im Bereich der EKD werden für Diakone auch die Berufsbezeichnungen Gemeindepädagoge, Gemeindehelfer, Jugendreferent, Katechet oder Religionspädagoge verwendet.

#### Grundlage und Geschichte des Diakonberufes
Für die Geschichte des Diakonberufes sind 1833 durch Johann Hinrich Wichern in Hamburg und 1844 durch Theodor Fliedner in Duisburg eingerichtete Ausbildungen von Gehilfen für diakonische Aufgaben bedeutsam; diese Gehilfen wurden zunächst als „Brüder“ und seit Ende des 19. Jahrhunderts als „Diakone“ bezeichnet. Wicherns Konzept war bedarfsorientiert. Im Rauhen Haus stellte er Erziehungsgehilfen ein. Diese wurden von den Kindern als „Bruder“ angesprochen.
Fliedner ging es um die Wiederbelebung des altkirchlichen Amtes des Diakons. Er wollte die Diakone hauptsächlich in der Kirchengemeinde einsetzen. Er hatte eine ausgeprägtere Nähe zur Amtskirche. Es gab bei ihm ein Nebeneinander von Brüdern und Schwestern. Dies entsprach nach seinem Konzept der katholischen Kirche und wies eine Nähe zum Ordensleben auf. Dies wurde von Wichern kritisiert. Fliedners Erwartung, dass die Diakone in die Gemeinden eingestellt würden, erfüllte sich nicht. Somit waren auch die Duisburger Diakone bald auf eine Anstellung in der Inneren Mission angewiesen.
Trotz der unterschiedlichen Auffassungen im Detail trafen sich Wichern und Fliedner in entscheidenden Fragen, so dass es schließlich zu einem einheitlichen Diakonenberuf kam.

#### Arbeitsfelder der Diakone
Wichern nannte die Gefängnisseelsorge und die Betreuung der entlassenen Sträflinge im Sinne einer Resozialisierung als wichtige Aufgaben. Außerdem wollte er die Diakone für die Schriftenverbreitung einsetzen, was aber nicht so erfolgreich war wie in Amerika. Der Einsatz von Diakonen in der Gemeinde setzte sich erst zur Jahrhundertwende zunehmend durch. Ein wichtiges Arbeitsfeld war seit 1848 die Stadtmission. Sie war nicht an die Landeskirche gebunden und konnte deswegen flexibler auf die Bedürfnisse der Menschen in der Großstadt eingehen. Der Stadtmissionar erschien als der klassische Berufsarbeiter der Inneren Mission. Weitere Tätigkeiten waren der Einsatz als Hausväter und Gehilfen in Einrichtungen der „rettenden Liebe“ (Erziehungs-, Armen- und Fürsorgeanstalten), als Seemannsmissionare oder in der Wandererfürsorge.

#### Ausbildungs- und Standesfragen
Die Diakonenausbildung war universalistisch angelegt. Wichern legte Wert auf eine solide Ausbildung: „Bloß guter Wille und die einfache Gesinnungsäußerung reichen bei weitem nicht aus.“ Der Diakon erwarb Allgemeinbildung und Bibelkunde. Er wurde in die Theorie der Inneren Mission eingeführt und mit wirtschaftlichen und erzieherischen Fertigkeiten ausgerüstet. Damit waren die Diakone flexible Kräfte, die im Entsendungsdienst mit verschiedensten Lagen zurechtkamen.
Voraussetzungen für die Aufnahme in die Ausbildung waren ein guter Leumund und eine abgeschlossene Berufsausbildung in einem Handwerk. Manchmal wurden auch Lehrer und Landarbeiter angenommen. Angesichts der bereits vorangegangenen Berufsbildungszeit dauerte die Ausbildung insgesamt verhältnismäßig lang. Wichern sah eine Länge von vier Jahren vor.
Die zunehmende Professionalisierung sorgte für eine Emanzipierung der Diakone von ihren Vorstehern, die durchweg Theologen waren. 1913 gründeten die Diakone einen Berufsverband. Vor allem die Pfarrer fürchteten gegenüber den Gemeindediakonen um ihren Einfluss. Dagegen wollten die Diakone vor allem eine Klärung ihres Standes herbeiführen. Der Diakonat sollte als vollwertiges Amt in der Kirche angesehen werden.

#### Selbstbehauptung und Modernisierung
Die männliche Diakonie antwortete auf die Herausforderungen des Wohlfahrtsstaates mit einem weiteren Professionalisierungsschub. Der Diakonenverband drängte auf eine Einbeziehung der Fächer Pädagogik, Psychologie und Sozialrecht.
Im Nationalsozialismus standen Teile der Diakonenschaft den regimetreuen Deutschen Christen nahe. Nach dem Zweiten Weltkrieg wurde der Diakonenberuf neu organisiert. Auf den gesellschaftspolitischen Wandel seit den sechziger Jahren reagierte die westdeutsche Diakonie mit der Öffnung des Diakonenberufes für Frauen. Die erste Diakonin wurde 1968 in Hamburg ausgebildet. Die Ausbildung verlagerte sich zunehmend an Fachhochschulen. 1991 schlossen sich west- und ostdeutsche Gemeinschaften zum Verband Evangelischer Diakonen- und Diakoninnengemeinschaften e. V. zusammen (seit 2007 Verband Evangelischer Diakonen-, Diakoninnen- und Diakonatsgemeinschaften in Deutschland e. V.).

### Selbständige Evangelisch-Lutherische Kirche
In der Selbständigen Evangelisch-Lutherischen Kirche wird zwischen den – grundsätzlich männlichen – Pfarrdiakonen und Diakonen bzw. Diakoninnen unterschieden. Pfarrdiakone sind Laien, die sich selbständig theologisch qualifiziert haben. Ihnen ist das Recht der Wortverkündigung übertragen worden. Die Verwaltung der Sakramente ist ihnen nicht gestattet. Neben diesen Aufgaben können sie in der Gemeinde, der sie zugeordnet sind, auch Beerdigungen durchführen. Hierbei unterstehen sie aber einem Pfarrer und sind an seine Weisungen gebunden.
Die Diakone sind hauptamtlich beschäftigt und haben neben einem Studium (in der Regel Sozialpädagogik) noch eine zusätzliche Ausbildung. Dieser Ausbildungsgang ähnelt dem in den Evangelischen Landeskirchen. Sie engagieren sich in der Arbeit mit Kindern, Jugendlichen und Senioren. Gottesdienstliche Verkündigungsaufgaben (Predigt) oder Sakramentsverwaltung sind ihnen nicht gestattet.

### Reformierte Niederländische Kirchen
In den Reformierten Kirchen in den Niederlanden ist der Diakon einer der drei Ämter; ihm sind insbesondere die Werke der Barmherzigkeit anvertraut. Der Pfarrer, die Ältesten und die Diakone bilden zusammen die lokale Kirchenverwaltung. Eine Besonderheit der niederländischen Kirchen ist, dass die Diakonie in jeder Kirchengemeinde eine eigenständige juristische Einheit ist, mit eigenen Finanzmitteln, die von den Diakonen verwaltet werden. Seit der Gründung der protestantischen Kirche in den Niederlanden (der größten protestantischen Kirche) im Jahre 2004, mit der sich auch die lutherische Kirche verbunden hat, gilt dieses Modell auch in den lutherischen Gemeinden in den Niederlanden.
In den meisten Kirchen war das Amt des Diakons das erste der drei Ämter, das auch Frauen offensteht. Mittlerweile stehen Frauen in den meisten Kirchen alle drei Ämter offen. 

### Evangelisch-methodistische Kirche
In der Evangelisch-methodistischen Kirche (EmK) gibt es ein ordiniertes Diakonenamt auf Lebenszeit. Dieses wurde auf der Generalkonferenz 1996 in das Book of Discipline aufgenommen und mit der Tagung der Zentralkonferenz Deutschland im Jahr 2004 in die Verfassung, Lehre und Ordnung der EmK aufgenommen.
Diakone sollen besonders den Auftrag der Kirche zum Dienst an der Welt vertreten. Sie tun dies durch diakonische Arbeit, Verkündigung und Lehre. Sie sind auch beauftragt, den ordinierten Ältesten (Pastoren) bei der Verwaltung der Sakramente zu helfen, dürfen jedoch selbst keine Sakramente verwalten.
Die Aufgabengebiete für Diakone können in übergemeindlichen Werken, Einrichtungen und Institutionen, die mit der EmK in Verbindung stehen, sowie in Gemeinden und Gemeindeverbänden liegen. Es ist möglich, sowohl für einen hauptamtlichen als auch für einen neben- oder ehrenamtlichen Dienst zum Diakon ordiniert zu werden.
Seit Juni 2023 gibt es im Süden Deutschlands zwei – noch nicht ordinierte – Diakone.

### Täufer
Die meisten Gemeinden der radikal-reformatorischen Täuferbewegung entwickelten ein Gemeindemodell mit den drei Ämtern des Ältesten (Gemeindeleitung, früher zum Teil auch als Bischof bezeichnet), des Predigers und des Diakons. Die Aufgaben des gemeindlichen Diakons sind bereits im Dordrechter Bekenntnis von 1632 verankert. Auf den Bruderhöfen der Hutterer gab es jeweils einen „Diener des Wortes“ (Prediger) und einen „Diener der Notdurft“ (Diakon) sowie einen übergemeindlichen Vorsteher. Die Aufgaben der Diakone bestehen vor allem in der Betreuung älterer und kranker Gemeindeglieder sowie in der Unterstützung des Predigers oder Pastors in der gemeindlichen Arbeit. Die Wahl der Diakone gründet sich theologisch auf Apg 6 .

### Kirchen und Gemeinschaften in der Tradition der Erweckung
In vielen weiteren Freikirchen sind Diakone gewählte Mitglieder der örtlichen Gemeindeleitung. Während die Gemeindeältesten für die Gemeinde insgesamt Verantwortung tragen, sind die Diakone für Teilbereiche der Gemeindearbeit zuständig (Kassenverwaltung, Haus- und Grundstücksverwaltung, Jugendarbeit, Hauskreise etc.). In einigen Gemeinden sind auch hauptamtliche Diakone angestellt. Sie haben in der Regel eine Bibelschulausbildung absolviert.
Im Bund Evangelisch-Freikirchlicher Gemeinden (BEFG) werden hauptamtliche Diakone auf der Liste der ordinierten Mitarbeiter geführt und sind dienstrechtlich den Pastoren als Geistliche gleichgestellt. Als Zugangsvoraussetzung für das ordinierte Amt des Diakons ist eine Doppelqualifikation aus berufsqualifizierendem sozialwissenschaftlichem Bachelorabschluss und einem Masterabschluss in Freikirchlicher Diakonie die Regel.

### Neuapostolische Kirche
„Das diakonische Amt wird von Diakonen und Unterdiakonen ausgeübt. … Diakone helfen in vielfältiger Weise in der Gemeinde. Ihre Aufgabe ist weiterhin, die Priester bei deren seelsorgerischer Arbeit zu unterstützen. Das Amt des Unterdiakons wird heute nicht mehr neu besetzt; es entspricht in seinem Wesen dem des Diakonenamts.“

In der Neuapostolischen Kirche ist das Diakonenamt die niedrigste Stufe der Ämterhierarchie. Früher gab es auch ein Unterdiakonenamt, das seit 2002 nicht mehr vergeben wird. Zu den Aufgaben eines Diakons gehören die Mithilfe bei der Vor- und Nachbereitung des Gottesdienstes (Kirche aufschließen, Bereitstellen der liturgischen Geräte etc.), der Diakon macht Seelsorgerbesuche und begleitet den Priester bei seelsorgerischen Besuchen, ist tätig als Lehrkraft im Unterricht bei Kindern und Jugendlichen, etwa im Kindergottesdienst, Religions- und Konfirmationsunterricht und der Jugendstunde. Ein Diakon kann auch während des Gottesdienstes zur Mitpredigt herangezogen werden. Er kann in Ausnahmefällen, wenn kein priesterlicher Amtsträger anwesend ist, den Gottesdienst leiten, allerdings ohne Sündenvergebung und Feier des Heiligen Abendmahls. Dies ist den priesterlichen Ämtern sowie den Aposteln vorbehalten. Nach neuapostolischer Glaubenslehre soll der Diakon „ein Zeuge der Wahrheit sein und dadurch denen helfen, die noch in Unwissenheit und Irrtum stehen“. Er soll „allen Gliedern der Gemeinde ein Vorbild im Glauben und Gehorsam, in Liebe und Eifer, Treue und Friedfertigkeit sein“. Er wird als „Mithelfer zur Ordnung des Gottesdienstes“ bezeichnet. Neuapostolische Diakone sind Laien ohne theologische Ausbildung, ehrenamtlich und unentgeltlich in der Gemeinde tätig.

### Apostolische Gemeinschaft
Auch die Apostolische Gemeinschaft kennt das Amt des Diakons und seit dem Beschluss zur Frauenordination 2003 ab 2004 auch der Diakonin. Aufgabe der Diakone/Diakoninnen in Apostolischen Gemeinden ist die fürsorgliche Versorgung der Gemeinde. Hierbei umfasst ihr Dienst die Linderung materieller Nöte sowie organisatorische und seelsorgerliche Aufgaben. Diakone/Diakoninnen sollen das Vertrauen der Gemeinde besitzen und so Ansprechpartner und Anlaufpunkt für die Gemeindemitglieder sein. Der Dienst des Diakons/der Diakonin ist eins der sechs ordinierten Dienste (Ämter) der Gemeinschaft, wie das des Ältesten (Presbyters), des Hirten, des Evangelisten, des Bischofs oder des Apostels. Neben den vorher genannten Aufgaben ist auch eine Mitwirkung im Gottesdienst möglich, bis auf die Feier der Sakramente. In apostolischen Gemeinden beinhaltet der Dienst der Ältesten die Beauftragung mit den Gemeinden das Abendmahl zu feiern. Neben den ordinierten Ältesten, Hirten, Evangelisten, Bischöfen und Aposteln, können, in besonderen Fällen, auch Diakone oder nicht ordinierte Mitarbeiter zur Feier des Abendmahls beauftragt werden. Diese Beauftragung erfolgt im Rahmen einer Segnung durch die Kirchenleitung. Für die Feier des Abendmahls im Rahmen der Seelsorge gelten die o.a. Regelungen entsprechend. Die Feier der beiden anderen Sakramente Taufe und Versiegelung ist Diakonen/Diakoninnen im Gegensatz zu den anderen fünf Diensten nicht möglich, auch die Durchführung von Kasualien wie Hochzeit oder Trauerfeier sind nicht möglich.

### Zeugen Jehovas
Unter den Zeugen Jehovas werden Diakone als „Dienstamtgehilfen“ bezeichnet. Sie helfen den Ältesten bei der Gemeindearbeit. Dienstamtgehilfen müssen wie die Ältesten erwachsene, getaufte Männer sein.

### Heilige der Letzten Tage („Mormonen“)
In der Kirche Jesu Christi der Heiligen der Letzten Tage ist der Diakon das erste bzw. niedrigste Amt des aaronischen Priestertums. In dieser Kirche gibt es ein allgemeines Weihepriestertum der Männer. Jeder Junge kann im Normalfall im Alter von zwölf Jahren zum Diakon ordiniert werden, sofern der Bischof als Vorsteher des aaronischen Priestertums den Anwärter als würdig für dieses Amt befindet. Jeweils maximal zwölf Diakone bilden ein Kollegium, eine Gruppe, die sich regelmäßig trifft. Solch ein Kollegium hat einen Diakons-Präsidenten, welcher zwei Ratgeber an seiner Seite hat. Diese Präsidentschaft berät sich in den Angelegenheiten des Diakon-Kollegiums und entscheidet selbständig über dessen Angelegenheiten. Diakone assistieren bei der Abendmahlsversammlung, indem sie das Abendmahl vorbereiten und an die Anwesenden austeilen. Sie helfen dem Bischof (Gemeindeleiter), über die Gemeinde zu wachen, indem sie bedürftigen und älteren Menschen helfen und „Friedensstifter“ sind. Außerdem unterstützen sie den Bischof im Bereich der Pflege und Instandhaltung der Kirchengebäude und -gelände. Sie helfen auch beim Einsammeln des Fastopfers.

### Evangelische Seiten
- Diakone setzen Zeichen – die Seite zum Diakon werden der Evangelisch-lutherischen Landeskirche Hannovers
- Ausbildung zur Diakonin/zum Diakon: Übersicht über die evangelischen Ausbildungsstätten in Deutschland
- Verband Evangelischer Diakonen-, Diakoninnen- und Diakonatsgemeinschaften in Deutschland e. V.
- Seite der Diakoniegemeinschaft Stephansstift
- Diakonenausbildung in Rummelsberg
- Wichern-Kolleg: Ausbildungsstätte im Evangelischen Johannesstift Berlin
- Evangelische Hochschule Ludwigsburg: Grundständige Ausbildung zur Diakonin/zum Diakon in der Evangelischen Landeskirche in Württemberg
- Evangelische Berufsmesse: Was macht ein Diakon? (pdf; 32 kB)

### Römisch-katholische Seiten
- Internationale Theologische Kommission: „Der Diakonat: Entwicklung und Perspektiven“, 2003
- katholisch.de: Kirche von A–Z. Diakon. Archiviert vom Original am 6. April 2015; abgerufen am 29. November 2017.
- katholisch.de: Weihesakrament. Archiviert vom Original am 3. Mai 2015; abgerufen am 29. November 2017.
- Arbeitsgemeinschaft Ständiger Diakonat in Deutschland

### Kirche Jesu Christi der Heiligen der Letzten Tage (Mormonen)
- Aaronisches Priestertum